# 阮玉嫻靜
順和公主阮玉嫻靜（越南语：／；1832年3月3日—1863年3月24日），越南阮朝明命帝第四十女，生母宮人李氏琴。

## 生平
明命十三年二月二日（1832年3月3日），阮玉嫻靜在順化皇城出生。嗣德四年（1851年），公主20歲，下嫁掌衞阮文留之子阮文語。嗣德十六年二月六日（1863年3月24日），嫻靜去世，享年三十二歲。嗣德帝追贈為順和公主，諡端惠。
順和公主育有一女。